# Pierre Joseph Bonnaterre
Abbé Pierre Joseph Bonnaterre (Aveyron, 1752 – 20 september 1804) was een Frans priester en natuuronderzoeker (zoöloog). Hij bezocht het seminarie van Rodez en werd priester gewijd in 1779. Hij studeerde natuurlijke historie en geneeskunde.
Hij ging naar Parijs waar hij de delen over walvisachtigen, zoogdieren, vogels, reptielen, amfibieën, vissen en insecten schreef van het Tableau encyclopédique et méthodique des trois règnes de la Nature, uitgegeven in Parijs vanaf 1788.
Later keerde hij terug naar zijn geboortestreek. In 1796 richtte hij de zoölogische tuin van Rodez op en in 1797 werd hij hoogleraar aan de École centrale de l'Aveyron.
Bonnaterre onderzocht ook de omstandigheden en achtergrond van Victor van Aveyron, het enfant sauvage dat in 1800 in Aveyron was gevonden en naar Rodez gebracht.
Zijn standaard auteursaanduiding is Bonnaterre.

## Door hem benoemdetaxa(selectie)

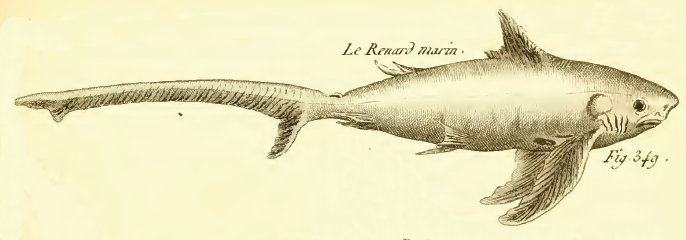
Tekening van Alopias vulpinus uit Tableau encyclopédique et methodique des trois règnes de la nature

### Haaien en roggen
- Dalatias licha – Valse doornhaai
- Hexanchus griseus
- Echinorhinus brucus – Braamhaai
- Alopias vulpinus – Voshaai
- Centrophorus squamosus – Schubzwelghaai
- Heptranchias perlo
- Ginglymostoma cirratum – Verpleegsterhaai
- Mobula mobular

### Andere vissen
- gestreepte poon (Trigloporus lastoviza)
- gevlekte zuignapvis (Lepadogaster lepadogaster)
- witte tonijn (Thunnus alalunga)
- geelvintonijn (Thunnus albacares)
- Lepadogaster purpurea
- Stethojulis albovittata
- Symphodus cinereus
- Zeugopterus regius

### Vogels
- Anastomus
- Heliornis
- Rollulus
- Turnix
- Barbarijse patrijs (Alectoris barbara)
- roodhalsduif (Patagioenas squamosa)
- rosse duif (Patagioenas cayennensis)

### Slangen en hagedissen
- Bothrops lanceolatus
- madagaskarbladneusslang (Langaha madagascariensis)
- Langaha
- neushoornleguaan (Cyclura cornuta)

- Bibliothèque nationale de France: cb12591461q (data)
- Gemeinsame Normdatei: 134060431
- International Standard Name Identifier: 0000 0000 8135 7861
- Library of Congress Control Number: nr96014345
- Nationale Bibliotheek van Tsjechië: mzk2009528329
- Nationale Bibliotheek van Polen: a0000003704104
- Nederlandse Thesaurus van Auteursnamen: 242292631
- Système universitaire de documentation: 084081325
- Virtual International Authority File: 56729257
- WorldCat: E39PBJmXGbHfvwmXMKFTgdJVYP